# بازشاپرک‌های کله مرگ
بازشاپرک‌های کلۀ مرگ (نام علمی: Acherontia) نام یک سرده از تیره بازشاپرکان است.